# Rhun Hir ap Maelgwn
Rhun ap Maelgwn (492 aprox.- 586 aprox., regnà a partir de l'any 547 aprox.) també conegut com a Rhun Hir (l'Alt) fou un rei de Gwynedd.
Ascendí al tron del que aleshores era el regne més poderós de les illes britàniques amb aproximadament l'edat de vint anys després de la mort del seu pare, Maelgwn ap Cadwallon, el qual morí en una epidèmia, i ben aviat es va veure implicat en una disputa dinàstica amb Elidyr Mwynfawr, un príncep britó del nord de la casa del Regne de Strathclyde. Elidyr es casà amb la germana de Rhun i per això considerava ser el successor legítim del regne de Gwynedd. La invasió d'Elydir de Gwynedd fracassà i Elidyr mateix hi morí durant l'intent. Els cosins d'Elidyr, Rhydderch Hael de Strathclyde i Clydno Eiten d'Edimburg, emperò, van seguir sent rivals de Rhun i, anys després, van saquejar Arfon (l'actual Caernarfon). Rhun es venjà reclutant un exèrcit de tot el nord de Gal·les i dirigint-lo cap a l'exèrcit de britans del nord del riu Forth, on hi romangueren molts anys. L'historiador John Morris associa aquesta invasió amb l'arribada al poder del germanastre de Rhun, Brude, al tron dels pictes. Després d'això, Rhun regnà uns vint anys més, però se'n sap ben poca cosa més.